# Governor's Bridge
Governor's Bridge (voorheen bekend als "Heywood's" of "The Deemster's Bridge") is een haarspeldbocht in een kruispunt van de A18 Bemahague Road, Governor's Road en Glencrutchery Road in de parochie Onchan in het noorden van de stad Douglas op het eiland Man.

## Isle of Man TT en Manx Grand Prix
Governor's Bridge is vooral bekend doordat ze sinds 1920 deel uitmaakt van de Snaefell Mountain Course, het 60 km lange stratencircuit waar de Manx Grand Prix en de Isle of Man TT worden verreden. Governor's Bridge ligt tussen de 37e mijlpaal en de TT Grandstand, de start/finishlijn van de motorraces.
Governor's Bridge maakte tussen 1954 en 1959 ook deel uit van de kortere Clypse Course, ze hoort nog steeds bij het Willaston Circuit voor wielerwedstrijden en races met klassieke auto's en ze maakt deel uit van een special stage van de Rally Isle of Man.
Vóór 1920 deden de coureurs van de Isle of Man TT Governor's Bridge nog niet aan. In 1920 werd het circuit licht gewijzigd toen de coureurs bij Cronk-ny-Mona (in het noordelijk deel van Douglas) linksaf draaiden om de A18 naar Governor's Bridge te volgen. Daardoor kwam de startlijn in Nobles Park op Glencrutchery Road te liggen. Het circuit werd 400 meter langer (van 60,35 km naar 60,75 km).

## Werkzaamheden bij Governor's Bridge
In 1954 werd de aanloop naar Governor's Bridge verbreed door het verwijderen van een talud. Dit was nodig om ruimte te maken voor de opnieuw ingevoerde Sidecar TT op de Clypse Course. In oktober 2007 werd een rotonde aangelegd. In 2008 begon een groot programma van wegverbredingen, een rotonde bij Signpost Corner en een nieuwe verbindingsweg tussen Signpost Corner en Governor's Bridge, waarbij bomen gekapt moesten worden op het Bemahague landgoed waar ook het gouvernementsgebouw van Man op staat. In juli en september werd de waterafvoer verbeterd.

## Circuitverloop
Bij The Nook verlaten de coureurs de A18 om de "oude" weg op te draaien, die parallel loopt aan de A18 richting de rotonde. Ze gebruiken dan enkele meters van die rotonde om scherp rechtsaf te draaien rondom een stenen kolom richting een kleine lus bij "Governor's Dip". Deze bocht is de scherpste van het hele circuit en de coureurs moeten in de laatste bocht dan ook hard afremmen, temeer omdat daar een flinke daling (dip) in zit. Governor's Bridge is het langzaamste deel van het circuit maar heeft, door de scherpe bocht, de meeste valpartijen. Dodelijke ongevallen zijn er door de lage snelheid nooit gebeurd.

### Governor's Dip

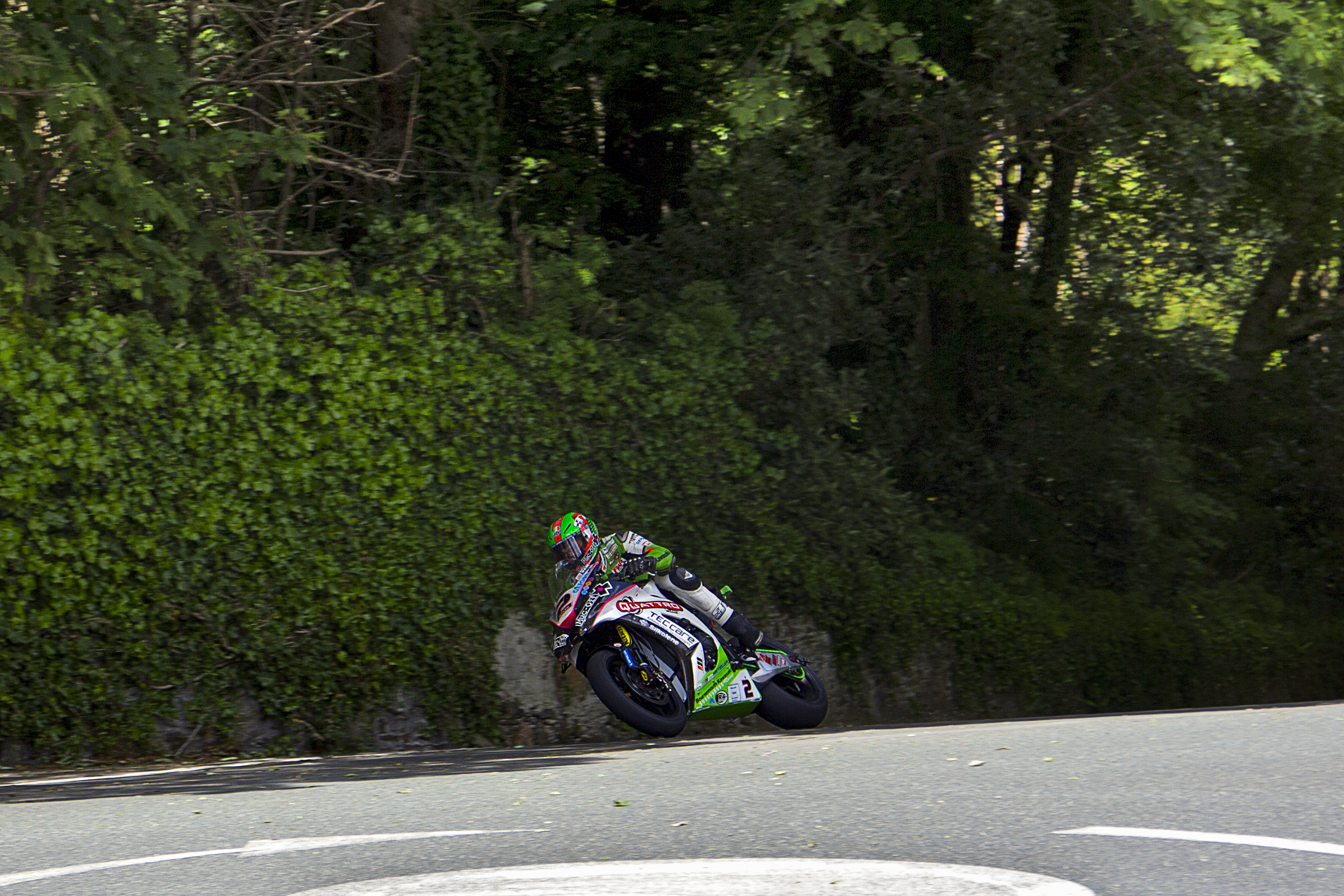
De uitgang van Governor's Dip

De Governor's Dip werd vanaf 1920 gebruikt en toen in 1923 de nieuwe hoofdweg werd aangelegd bleef de TT-organisatie de parallelweg vanaf The Nook en de "dip" gebruiken. Ze zijn het hele jaar afgesloten voor het verkeer en vallen niet meer onder de verantwoordelijkheid van de Highway Board maar van de Douglas Corporation. Dat betekent dat het onderhoud, dat voor het normale verkeer niet nodig is, ook nauwelijks wordt uitgevoerd. Van de motorfietsen in de TT en de MGP en de rally-auto's slijt het wegdek ook niet, maar nieuwe, stroevere soorten asfalt worden ook niet aangebracht. Daardoor verandert voor de coureurs de structuur van het wegdek. Bovendien moeten er voor aanvang van de races uitgebreide schoonmaakwerkzaamheden worden uitgevoerd, want het hele jaar door verzamelen zich bladeren en ander afval van de kastanjebomen op de weg. Governor's dip is door de bomen altijd een donkere tunnel en het blijft er ook lang vochtig. De lus die de coureurs moeten maken loopt linksom en is bij zonnig weer lastig omdat hij helemaal onder de bomen ligt, waardoor het ineens erg donker wordt. Na de lus draaien de coureurs bij een tweede rotonde rechtsaf naar Glencrutchery Road en de TT Grandstand. Die draai is nogal verraderlijk, want het laatste stukje loopt weliswaar omhoog richting Glencrutchery Road, maar daar zit geen mooie aansluiting op de hoofdweg. De coureurs moeten een flinke bult nemen en zijspancoureur Dave Molyneux klaagde dat die hem helemaal naar de andere kant van de weg wierp.

### Glencrutchery Road en Finish

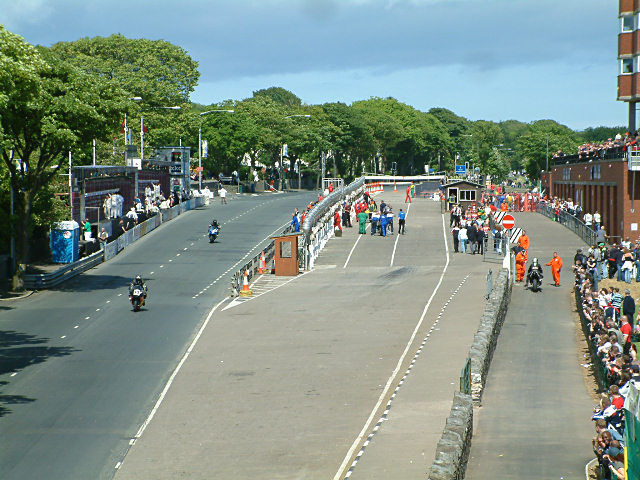
Glencrutchery Road met de TT Grandstand en de pit

Als de coureurs uit Governor's Dip komen wordt hun bocht door de bult bij de aansluiting vanzelf tamelijk groot, maar ze moeten voorzichtig op het gas gaan want door de verkanting van de weg kunnen ze gevaarlijk dicht bij het troittoir uit komen. Daarna loopt de weg iets omhoog om voor start/finish weer af te vlakken. Vóór de nadering van de finish moeten ze over het algemeen rechts gaan rijden, want coureurs die de pit in moeten gaan al eerder aan de linkerkant van de weg vertragen. Tijdens trainingen moeten rijders er rekening mee houden dat ze al vóór start/finish afgevlagd worden wanneer de training van hun klasse afgelopen is. De retourweg naar het rennerskwartier ná de finish is dan namelijk afgesloten en bij de start stellen zich de coureurs van de volgende klasse al op. Tijdens races moet er ook rekening gehouden worden met coureurs die uit de pit aan de linkerkant van de weg weer invoegen. In de jaren twintig lagen de snelheden op Glencrutchery Road rond de 110 km/h, tegenwoordig rijdt men over start finish met ongeveer 275 km/h. In 1936 werd de weg flink verbreed en opnieuw geasfalteerd, maar in 1939 was het asfalt door de zon zó zacht geworden, dat men sprak van "een dikke, plakkerige massa".
De winnaar van een race krijgt traditiegetrouw een gezwaaide, geblokte vlag te zien. Voor alle andere finishers wordt de vlag stil gehouden. In het verleden werden ook vlaggen van een andere kleur gebruikt en kregen de rijders ook een groot bord met het woord "STOP" te zien. Door de interval-start kan het wel een kwartier duren voor de laatste coureur de finish passeert, maar theoretisch kan dat juist de winnaar zijn.
Vroeger mochten alle coureurs, ongeacht hun achterstand op de winnaar, hun ronden voltooien. Tegenwoordig gebeurt dat niet meer. Soms hebben coureurs door pech onderweg een ronde achterstand, en dan moeten ze toch nog bijna een half uur rijden om hun ronden te voltooien. Dat betekent dat langs de hele route marshalls, medische teams en helikopters moeten blijven staan, terwijl de weg niet vrijgegeven kan worden voor het normale verkeer. Tegenwoordig mag men in principe nadat de winnaar gefinisht is nog één ronde rijden, maar als de raceleider oordeelt dat dat onwenselijk is kan hij iedereen afvlaggen.

## Trivia
- Volgens het reglement moeten coureurs de finish over rijden "in contact met hun machine". Toen J. Malcolm Muir in 1931 de Senior Race van de Manx Grand Prix won was hij zo blij dat hij hard in zijn remmen kneep. Hij ging over de kop, maar de jury oordeelde dat "samen met zijn machine" ook telde.
- Coureurs weten zelf niet altijd precies in welke ronde ze rijden. In de Junior TT van 1938 won Stanley Woods vóór Ted Mellors, maar Mellors miste de finishvlag en reed door. Pas na 55 kilometer werd hij bij Creg-ny-Baa gestopt.
- Eric "Mouse" McPherson had in 1948 wel erg veel pech. Hij was de eerste Australiër die na de Tweede Wereldoorlog deelnam aan de Isle of Man TT. Hij had vier weken op een schip doorgebracht om Marseille te bereiken. Daarna reisde hij over land verder. Na zijn reis van 20.000 kilometer kreeg hij van de AJS-fabriek een 350 cc Boy Racer en een week voor de officiële trainingen begon hij het circuit al te verkennen. In de eerste officiële training reed hij een knap rondje van 32 minuten, maar in de tweede ronde viel hij bij Governor's Bridge waarbij hij zijn bekken blesseerde. Daardoor kon hij niet in de race starten.
- Uitvallers in de races vallen niet altijd echt stil. Vanaf Hailwood's Height daalt het circuit richting de stad Douglas en velen proberen, vooral in de trainingen, de finish en het rennerskwartier rollend en duwend te bereiken. Dat is lastig tussen Hillberry Corner en Cronk-ny-Mona, waar de weg even omhoog loopt, en bij Governor's Dip. Die loopt het laatste stukje zelfs steil omhoog. Eenmaal op Glencrutchery Road stijgt de weg nog even maar vlakt dan weer af. Een veel voorkomende oorzaak van het stilvallen van de motorfietsen is brandstofgebrek. Men moest vroeger om de drie à vier ronden tanken, tegenwoordig om de twee ronden. Desondanks moeten coureurs, vooral als het erom spant, zo veel gas geven dat het verbruik net te hoog ligt. Wie bij Governor's Bridge zonder benzine staat hoeft nog maar enkele honderden meters te duwen, en velen doen dat dus ook.
  - In 1920 was het team van AJS oppermachtig in de trainingen en in de Junior TT leidden de fabriekrijders al snel de race. Men moest ook toen het brandstofverbruik in de gaten houden, maar toen de AJS-rijders tegen elkaar begonnen te racen voor de overwinning werd alle voorzichtigheid overboord gegooid. De een na de ander viel stil en uiteindelijk kon alleen Cyril Williams nog winnen. Zijn versnellingsbak ging echter bij Keppel Gate, zes kilometer vóór de finish, stuk. Cyril rolde en duwde waar nodig en moest ook nog behulpzame toeschouwers weren want hulp van buitenaf was verboden. Toch was zijn voorsprong zo enorm dat hij de race won. Hij hield zelfs nog negen minuten over op J.A. Watson-Bourne met een Blackburne.
  - In de derde ronde van de Senior TT van 1931 kwam Jimmie Simpson met een lege tank uit Governor's Dip. Rollend en duwend ging hij over de finish en ondanks alles reed hij de eerste ronde boven de 80 mijl per uur gemiddeld. Hij duwde de pit in om te tanken, maar hij viel later in de race uit.

(Markante punten in cursief zijn onofficiële punten of worden alleen gebruikt binnen Marshal Sectors)
1e mijl:
TT Grandstand ·
Nobles Park ·
St Ninian's Crossroads ·
Bray Hill ·
Ago's Leap ·
Quarterbridge Road ·
1st Milestone ·
2e mijl:
Wal Handley Memorial Seat ·
Quarterbridge ·
Port-y-Chee Meadow ·
Braddan Bridge ·
Jubilee Oak ·
Braddan Bridge House ·
Braddan Depot ·
Snugborough (Cronk Dhoo) ·
2nd Milestone ·
3e mijl:
Union Mills (Mullen Dhoo, Mwyllin Dhoo Aah, Mullin Doway) ·
Railway Inn ·
Ballahutchin Hill (Elm Bank Hill) ·
3rd Milestone ·
4e mijl:
Ballafreer ·
Glenlough ·
Ballagarey Corner ·
Glen Vine (Glen Darragh) ·
Ballabeg ·
4th Milestone ·
5e mijl:
Crosby ·
Crosby Left (Vicarage Corner) ·
Crosby Cross-Roads ·
5th Milestone ·
6e mijl:
Crosby Hill (Ballaglonney Hill of Halfway Hill) ·
Halfway House (The Waggon & Horses) ·
St Trinian's ·
The Highlander ·
Greeba Verandah ·
Pear Tree Cottage ·
Greeba Castle ·
6th Milestone ·
7e mijl:
Appledene (Shimmin's Corner) ·
Central Valley (Greeba Gap) ·
Greeba Bridge ·
The Hawthorn ·
Knock Breck ·
Gorse Lea ·
7th Milestone ·
8e mijl:
Ballagarraghyn ·
Ballacraine ·
Ballaspur ·
Ballig ·
8th Milestone ·
9e mijl:
Ballig Bridge ·
Doran's Bend ·
Laurel Bank ·
9th Milestone ·
10e mijl
Glen Moar Mill ·
Black Dub ·
Quarter-Distance Marker ·
The Vaish ·
Glen Helen (Glen Rhenass) ·
Sarah's Cottage ·
Creg Willey's Hill ·
10th Milestone ·
11e mijl:
Lambfell Beg ·
Lambfell (Moar) Cottage ·
Cronk-y-Voddy (Cronk-y-Voddy Straight) ·
Cronk-y-Voddy Cross Roads ·
Molyneux's ·
Cronk Bane Farm ·
11th Milestone ·
12e mijl:
Drinkwater's Bend ·
Handley's Corner (Cronk-y-Fedjag, Ballamenagh) ·
12th Milestone ·
13e mijl:
McGuinness's (Shoughlaigue Bridge) ·
Ballaskyr ·
Barregarrow Cross Roads (Cronk Aashen) ·
Barregarrow ·
Little Bray ·
Barregarrow Bottom ·
Cammal Farm ·
Cronk Urleigh ·
13th Milestone ·
14e mijl:
Ballalonna Bridge ·
Westwood Corner ·
Ballakinnag ·
14th Milestone ·
15e mijl:
Douglas Road Corner ·
Glen Wyllin Corner ·
The Mitre ·
Dave Saville Memorial Seat ·
Kirk Michael ·
The White House ·
15th Milestone ·
16e mijl:
Birkin's Bend ·
Rhencullen ·
Bishopscourt ·
Bishopscourt Farm Bends ·
Bishopscourt Straight ·
Orrisdale North ·
16th Milestone ·
17e mijl:
Dub Cottage (Bishop's Dub) ·
Alpine Cottage ·
Balla Cobb ·
17th Milestone ·
18e mijl:
Ballaugh Bridge ·
Ballaugh ·
Gwen's ·
Ballacrye Corner ·
Ballacrye ·
18th Milestone ·
19e mijl:
Quarry Bends ·
Ballavolley ·
Wildlife Park ·
Sulby Straight ·
Half-distance Marker ·
19th Milestone ·
20e mijl:
Sulby ·
Sulby Glen Hotel ·
Sulby Crossroads ·
Sulby Bridge ·
20th Milestone ·
21e mijl:
Ginger Hall ·
Kerrowmoar ·
21st Milestone ·
22e mijl:
Glen Duff ·
Glentramman ·
Temple Corner (Water Through Corner) ·
Glentramman Loop Road ·
Churchtown ·
Caravan ·
22nd Milestone ·
23e mijl:
Lezayre War Memorial ·
Ballakillingan ·
Conker Fields ·
K-tree ·
Sky Hill ·
Milntown Cottage (Pinfold Cottage) ·
Milntown Bridge (Glen Auldyn Bridge) ·
Milntown ·
Gardener's Lane ·
23rd Milestone ·
24e mijl:
Lezayre Road ·
School House Corner (Crossags, Russel's Corner) ·
Parliament Square ·
Queen's Pier Road ·
Ramsey Depot ·
Cruickshanks Corner ·
May Hill ·
24th Milestone ·
25e mijl:
Whitegates ·
Stella Maris ·
Ramsey Hairpin ·
Little Gooseneck ·
Water Works Corner ·
Ballure Reservoir ·
Mountain Section ·
Tower Bends ·
25th Milestone ·
26e mijl:
Gooseneck ·
Joey's (26th Milestone) ·
27e mijl:
Guthrie's Memorial ·
The Cutting ·
27th Milestone ·
28e mijl:
Milligan's Bridge ·
Mountain Mile ·
28th Milestone ·
29e mijl:
Three-Quarter distance marker ·
Mountain Box (East Mountain Gate, East Snaefell Gate) ·
29th Milestone ·
30e mijl:
Casey's (Rice's Corner, George's Folly) ·
Black Hut (Stonebreakers Hut, Shepherd's Hut) ·
John Smyth Memorial Shelter ·
Verandah ·
30th Milestone ·
31e mijl:
Bungalow Bridge ·
Stonebridge ·
Les Graham Memorial ·
Bungalow Bends ·
McIntyre Box ·
Murray's Museum ·
Joey Dunlop Memorial ·
The Bungalow ·
31st Milestone ·
32e mijl:
Hailwood's Rise ·
Hailwood's Height ·
Brandywell (West Mountain Gate, Beinn-y-Phott Gate, Bungalow Gate) ·
Duke's (32nd Milestone) ·
33e mijl:
Windy Corner (Nobles Corner) ·
Nobles Park Road ·
Slieu Lhost Quarry ·
Thirty-Third (33rd Milestone) ·
34e mijl:
Keppel Gate (Clarke's Corner) ·
Kate's Cottage (Shepherd's House) ·
34th Milestone ·
35e mijl:
Creg-ny-Baa (the Keppel Hotel) ·
Gob-ny-Geay (Sunny Orchard) ·
35th Milestone ·
36e mijl:
Brandish Corner (Telegraph Hill, O'Donnell's en Upper Hillberry Corner) ·
Hillberry Corner ·
36th Milestone ·
37e mijl:
Glen Dhoo Farm ·
Hillberry Road ·
Cronk-ny-Mona ·
Johnny Watterson's Lane ·
Signpost Corner ·
Bedstead Corner ·
The Nook ·
37th Milestone ·
38e mijl:
Bemahague ·
Governor's Bridge ·
Governor's Dip ·
Glencrutchery Road ·
38th Milestone